# 애나벨 (2014년 영화)
《애나벨》(영어: Annabelle)은 2014년 공개된 미국의 초자연 공포 영화로, 2013년 영화 《컨저링》의 스핀오프이자 프리퀄이다.
프리퀄 《애나벨: 인형의 주인》(2017)과 후속편 《애나벨 집으로》(2019)가 있다.

## 줄거리
1967년 캘리포니아주 샌타모니카 의사 존은 출산 예정인 아내 미아에게 아기방에 전시할 희귀한 도자기 인형을 선물한다.
그날 밤 이웃 히긴스 집에 사이비 종교를 신봉하는 살인범들이 침입하고, 이어 존과 미아도 공격한다. 경찰이 출동해 범인들 중 남자를 죽이자 여자는 도자기 인형을 안고 목을 그어 자살한다. 범인들은 히긴스 부부와 사이가 소원해졌던 딸 애너벨과 남자친구로 밝혀진다.
이후 며칠간 미아에게 초자연 현상이 일어난다. 곧 미아는 여자아이를 낳고, 부부는 아기 이름을 리아로 짓는다.
이들 가족은 패서디나 아파트를 대여해 이사하는데, 버렸다고 생각했던 인형이 짐 사이에 껴있는 것을 발견한다. 미아는 다시 악령에게 시달리다가 팔뚝을 붙들려 낙인이 찍힌다.
미아는 사건을 담당했던 클라킨 형사를 만나 애너벨과 남자친구가 사교 집단 어린 양의 제자들(Disciples of the Lamb)의 일원이었다는 걸 알게 된다. 또한 현장 사진에서 히긴스네 집 벽에 자신의 팔에 새겨진 것과 같은 문양이 피로 그려져 있는 것을 확인한다.
미아는 인근 서적상 에벌린의 도움으로 어린 양의 제자들이 영혼을 빼앗는 악령을 소환했다는 걸 깨닫고 교구의 퍼레즈 주임 신부에게 도움을 청한다. 신부는 구마가 불가능하자 워런 부부에게 의뢰하려고 악령이 깃든 인형을 들고 이동하다가 성당 안으로 들어가기 전에 애너벨 형상으로 나타난 악령에게 공격을 당해 입원한다.
악령은 퍼레즈 신부인 척 집 안에 들어와 리아를 납치하고 미아의 영혼을 요구한다. 미아는 리아를 살리기 위해 인형을 안고 창밖으로 뛰어내려 영혼을 바치려 한다. 에벌린은 이런 미아를 지켜보다가 몇 년 전 딸 루비를 교통 사고로 죽게 만들었던 일을 속죄하는 차원에서 미아를 대신해 인형을 들고 창문에서 떨어진다. 그렇게 악령은 사라지고 리아가 돌아온다.
반 년 뒤 한 여성이 어느 골동품 상점에 놓여있는 인형을 발견하고 간호대생인 딸 데비에게 선물로 주려고 구매하면서 《컨저링》과 이어진다.

## 출연
- 애너벨 월리스 - 미아 폼 역
- 워드 호턴 - 존 폼 역
- 토니 아멘돌라 - 퍼레즈 신부 역
- 앨프리 우더드 - 에벌린 역
- 케리 오맬리 - 샤론 히긴스 역
- 브라이언 하우 - 피트 히긴스 역
- 에릭 레이딘 - 클라킨 형사 역
- 아이버 브로거 - 버거 의사 역
- 게이브리얼 베이트먼 - 로버트 역
- 샤일로 넬슨 - 낸시 역
- 로빈 피어슨 로즈 - 데비의 어머니 역
- 에이미 팁턴 - 커밀라 역
- 조지프 비샤라 - 악령 역

## 기타 제작진
- 책임 제작: 스티븐 므누신
- 라인 제작: 제니 힝키
- 배역: 조던 배스, 로런 배스
- 의상: 재닛 잉그럼
- 분장: 리즈 멘도자, 엘리너 서바두키아
- 분장팀: 케리 에이어스
- 조감독: 밀로스 밀리세비치
- 제작 관리: 제니 힝키

## 시청 등급
- 대한민국: 15세 이상 관람가

- 미국: R
- 일본: PG12
- 싱가포르: PG13
- 홍콩: ⅡB
- 오스트레일리아: MA15+
- 영국: 15
- 아일랜드: 16
- 네덜란드: 16
- 독일: FSK 16
- 헝가리: 18